# Pšenica
Pšenica (znanstveno ime Triticum ssp.) je kulturna rastlina, ki zraste v višino do 1,5 m. Je ena najstarejših kulturnih rastlin na svetu. Pridelovali so jo že Egipčani, izvira pa iz Mezopotamije od koder se je razširila po svetu. Danes je pšenica pomembnejša surovina v mlinarstvu. Botanično spada v družino trav, rod Triticum. Poznamo 27 različnih vrst pšenice, gospodarsko pa sta pomembi samo dve: Triticum aestivum in Triticum durum. Največja pridelovalca sta Argentina in ZDA, največji izvozniki pa pšenice pa so Argentina, ZDA, Kanada, Francija in Avstralija.
Klasje dozori julija ali avgusta, iz njega pa se izluščijo zrna, ki so v svetovnem merilu eden največijih prehrambenih virov. Pšenico prištevamo med žita, ki jih s postopki obdelave (mletje) spreminjamo v moko in posledično služi kot sestavina enemu najpomembnejših prehrambenih proizvodov v Evropi: kruhu.

## Opis
Genetsko je pšenica ena najbolj zapletenih vzgojenih žitaric. Nekatere vrste so diploidne z dvema garniturama kromosomov, nekatere  pa so poliploidne. Tako obstajajo tetraploidne sorte s štirimi pari kromosomov, pa tudi heksaploidne s šestimi pari, kar se odraža v njihovi raznolikosti in neizraženih genskih lastnostih. Pšenica je značilna predstavnica pravih žit.

### Zrno
Zrno je sploščene pakrožne oblike; ločimo jajčasto, narobe jajčasto in eliptično različico. Vzdolž celotne trebušne strani poteka vdrta brazda, na drugi strani je pri dnu pod lupino kalček. Zgornji del zrna je odlačen in se zato imenuje bradica. Ozimna pšenica ima navadno daljše dlačice kot jara. Dlačice izraščajo iz zgornje plasti lupine, povrhnjice (epiderma). Lupina lahko zavzema do 15 % mase zrna. Sledi več plasti: epikarp, endokarp, testa, episperm. Epidermis, epikarp in endokarp tvori s testo zraščen perikarp. Omenjene plasti varujejo notranjost pred neugodnimi razmerami, tu pa so tudi naložena barvila (med zorenjem tudi klorofil). Po barvi je zrno lahko belo, rdeče, rdečerjavo ali sivorjavo. Oblika in barva sta dedni lastnosti, vendar odvisni od gnojenja, količine padavin in toplote. V notranjosti zrna sta meljak (endosperm) in kalček - območje njunega stika imenujemo ščitek (scutellum). Meljak je obdan z eno-, redkeje dve- ali tricelično plastjo, imenovano alevron, razen ob ščitku, kjer ga ni. Sestavljajo ga pravilno kockaste celice, ki so zaradi obilice encimov zelo pomembne med kaljenjem. So bogate z beljakovinami (do 80 %), predvsem globulini in albumini, maščobami (do 12 %) in rudninami (K, Mg, Ca) - ta del se ob mletju za belo moko zavrže kot otrob. Proti notranjosti zrna se povečuje delež parenhimskih celic, založenih s škrobom, postajajo tudi večje in bolj nepravilnih oblik; vsebujejo 78-84 % škroba, 8-14 % beljakovin in 1 % maščob. 
Masa kalčka glede na celotno zrno je 2,5-5 %. Ob kaljenju se hranilne snovi do kalčka dovajajo prek ščitka, ki vsebuje še 15 % maščob. Med obema zasnovama je na zgornji strani kalčka pranožnica (coleoptila), ki varuje prvi pravi list in stebelni vršiček, na spodnji pa prakoreninska pranožnica (coleoriza), ki varuje prakorenino (radicula). 
 Pšenično zrno (caryopsis) botanično ni seme, ampak zaprt enosemenski plod. Zrelo zrno v celoti odpade z rastline, se pa njegove lastnosti na tej stopnji med vrstami razlikujejo. Novejše vrste pšenice odpadejo brez plev, zato tako zrno imenujemo golec.

### Korenine
Za pšenico so značilne šopaste in načeloma ne globoke korenine, odvisno pač od vrste in strukture tal. Ok. 20 dni po vzniku že dosežejo globino 30 cm, ki kasneje predstavlja mejo, do katere je zajeto 50 % mase korenin; tanjše korenine in koreninski laski pa dosežejo tudi 2 m globine. Šopasti koreninski sistem je posledica posebne razrasti: vsaka pšenična bil ima več posameznih korenin s kratkimi stranskimi koreninicami, a iz enega zrna zraste več povezanih bili. Poseben prepoznavni znak pri odrasli pšenici je, da ločimo seminalne ali prvotne in adventivne ali drugotne korenine. Iz koreničice prvotno zrasle prakorenine (navadno jih je do 6, ena glavna in do 5 stranskih, so tem močnejše in gostejše, tem večje je zrno) namreč rastlino preskrbuje le do oblikovanja podzemnega odebeljenega in razvejajočega se dela prabili - razrastišča, iz katerega potlej poženejo nove, močnejše drugotne korenine, prakorenina pa v rasti zastane. Drugotne korenine rastejo iz interkalarnega meristema členkov bili in predrejo listno nožnico tik nad kolencem (nodus), zato jih imenujemo tudi nodalne korenine. Zanje je značilna bujna rast. Pri jesenski setvi že v jeseni predstavljajo 50 % koreninske mase, in čeprav jih pozimi večina odmre, se spomladi obnovijo hitreje kot prvotne korenine, ki mraz sicer bolje prenašajo oz. jih celo spodbuja k rasti. Ob ugodnih razmerah drugotne korenine nehajo rasti šele po cvetenju, ob pomanjkanju vode in hranil pa že prej ali pa jih njihova rast okrnjena. Pomanjkanje kalija zmanjša razvejenost obeh vrst korenin, pomanjkanje dušika pa jih še izrazito podaljša; pomanjkanje fosforja vpliva na povečanje razvejenosti in skrajšanje korenin. Prvotne korenine rastejo v globino, drugotne pa vodoravno in se šele kasneje usmerijo navzdol, zato najmlajše drugotne korenine rastejo samo v vodoravni smeri. Drugotne korenine presežejo globino prvotnih, v povprečju segajo 1–1,5 m globoko in do 0,5 m okoli bili. Ta prostor si delijo z različnimi pleveli, ki v začetni stopnji lahko rastejo bolj agresivno (npr. njivska gorjušica). Ocenjuje se, da ima pšenica absorpcijsko površino nad 600 m2.

### Bil
To je tanko stebelce z jasnimim odebeljenimi ojačitvami - kolenci. Odseki med kolenci so členki. Notranjost stebla zapolnjuje stržen, vendar le v kolencih, členki so votli (strženova votlina). Nad zemljo je do 7 kolenc, pod zemljo, kjer so členki dolgi le nekaj milimetrov, pa do 9. Dolžina členkov se povečuje od spodaj navzgor. Rast je interkalarna, torej v vsakem členku, vendar ni v vseh enako hitra, sproži se še šele, ko členek zrase do ok. polovice končne dolžine.

### List
List sestavljajo štirje glavni deli: listna nožnica, dve ušesci (auriculae), dva jezička (ligula) in listna ploskev (lamina). Listna nožnica je tako kot list udeležena pri fotosintezi, hkrati pa list varuje in mu služi kot opora, da se ne poleže. Ko pranožnica predre zemljo, se odpre in omogoči majhnemu zvitemu listu, da se nemoteno razvija. Iz nožnice tega lista se razvije nov list, kar se nadaljuje do pojava četrtega ali petega lista. Tik ob nožnici sta značilna ušesce in jeziček, ki pa sta navadno brez klorofila. Ušesca so lahko vijoličasto obarvana in dlakava, vsaj do cvetenja, potem dlačice odpadejo. Jeziček je velik in grobo nazobčan.
Listna ploskev je suličasta in vzporedno žilna, dolga je do 60 cm, široka pa do 1,5 cm. Povrhnjica je iz podolgovatih celic, ki so na zunanji strani prepojene s kutinom, lahko tudi voščeno poprhnjene. Vosek zadržuje izmenjavo snovi in je odvisen od vremena in sortnih lastnosti. Med celicami povrhnjice so še celice listnih dlačic in podolžne listne reže (stomata), katerih gostota je 60–70 mm2. 

Mezofil pšenice sestavljajo tri celične plasti; čeprav pšenica sodi med rastline C3, nima tako izrazitega stebričastega in gobastega tkiva kot druge trave. 

Za klasenje so redko pomembni več kot trije listi. Najpomembnejši je zgornji list (ang. flag leaf), ki prispeva 40 % asimilatov v zrnju in ima najdaljšo življenjsko dobo (do dva meseca). Pridelek je odvisen od oblike in lege listov: novejše sorte imajo praviloma krajše liste. Indeks listne površine (ILP) pri jari pšenici znaša 7, pri ozimni 9; največji je med klasenjem, kasneje se začno listi sušiti. Trajnost listov je sicer odvisna tudi od gnojenja (predvsem z dušikom), gostote rastlin, sortnih lastnosti, talnih in podnebnih razmer ter načina pridelovanja.

### Klas
Klas tvorijo enostavna socvetja, imenovana klaski, ki jih nosi klasno vreteno (rachis). Le-to je preoblikovana bil s kratkimi členki, dolgimi 0,5-1,5 cm. Pri kratkočlenem klasnem vretenu govorimo o zbitem (densum), pri dolgočlenem pa o redkem klasu (laxum). Dolžina členka je dedna in je pri heksaploidni pšenici (Triticum aestivum) tudi podlaga za botanično sistematizacijo (npr. Triticum aestivum var. compactum).
Število klaskov v klasu je pomembno merilo, saj močno vpliva na količino pridelka. Sorte z manj kot 18 klaski na klas veljajo za slabe. Med jugoslovanskimi sortami z mnogo klaski spadajo jugoslavija, una, pitoma, angleške sorte norman, talent, marris huntsman pa imajo v povprečju celo 22–24 klaskov. Poleg genetskih danosti na število klaskov in cvetov v njih vplivajo še podnebne in talne razmere ter intenzivnost pridelave. Na enem klasku je po 4–7 cvetov, največ v srednjem delu, vendar je plodno le 2–4. Če da pšenica na klasek več zrn, so ta zelo drobna. Klaskovo vreteno (rachilla) se začne na spodnji strani z ogrinjalnima plevama (glumae), potem si izmenjaje sledijo cvetovi (proti vrhu tudi neplodni) s predplevo in krovno plevo. Ogrinjalni plevi imata na koncu prepoznavni obliki ramo in zobček; razlikujemo tri oblike rame: povešeno, dvignjeno in ravno. Cvet sestavljajo trije prašniki (andreceum) in pestič (gyneceum). Le-ta je enopredalna plodnica (monokarpel), ki se prek vratov (stylum) podaljšuje v dve razvejeni brazdi (vsaka ima 80–100 peresastih vej). Na dnu pestiča je luskica ali mešiček (lodicula), ki je pomembna pri odpiranju cveta in se kasneje ohrani kot pegica na plevah. Krovna pleva se lahko podaljša v reso ali osino. Rese so gosto posejane z listnimi režami in imajo pri nekaterih vrstah velik pomen: pri trdi pšenici (Triticum durum var. durum) površina res presega površino zgornjega lista. Ker se zaradi res poveča teža klasa, povečajo možnost poleganja, a hkrati rastlino varujejo pred pticami, srnami in divjadjo nasploh. Čeprav je v običajnih razmerah njihova fotosintetska dejavnost za zrna zanemarljiva, ob sušah, boleznih listov in napadih žitnega strgača prispevajo celo do 70 % asimilatov v zrnju. Klas sam z lastno fotosintezo proizvede kar 40 % asimilatov v zrnju. Skupna masa zrn z enega klasa je ok. 1 g.
Glede na dolžino res ločujemo tri oblike pšenice oz. njihovega klasa: résnica ali osinka ima izrazito dolge in pogoste rese, čopka ima krajše rese do 2 cm, le v vrhnji tretjini klasa, golica pa rés nima.

### Razpoznavanje sort/kultivarjev
Najosnovnejšo uvrstitev opravimo s pregledom zunanjih znakov: višina bili, zbitost klasa, število zrn v klasu, prisotnost osin ter lastnosti zrna. Vendar so si mnoge pšenične sorte tako podobne, zanesljivost določanja kultivarjev po masi ali prostornini zrn pa nezanesljiva zaradi velikega vpliva okolja, da jih zgolj po naštetih opisnih znakih ni mogoče razlikovati, zato se vse bolj uporabljajo kemotaksonomske in molekularne metode. Že v osemdesetih letih 20. stoletja je postal na Zahodu obvezen test PAGE za gliadin, beljakovino v zrnu, ki je topna v alkoholu in katere sinteza je le genetsko pogojena.
Merila za (statistični) opis sorte:
- oblika zrnja: jajčasto, narobe jajčasto in eliptično
- barva zrnja: belo, rdeče, rdečerjavo ali sivorjavo
- velikost kalčka: majhna, srednje velika, velika
- dlakavost bradice: daljše dlačice, krajše dlačice, brez dlačic
- absolutna teža: odvisna od vrste, vendar velik razpon zaradi okoljskih vplivov (običajno 35-45 g[11])
- hektolitrska teža: odvisna od vrste, vendar velik razpon zaradi okoljskih vplivov (običajno 70–83 kg[11])
- hranilna sestava zrna

## Razmnoževanje
Oploditev se navadno zgodi še v zaprtem cvetu.

## Zgodovina
Najstarejša najdbišča pšenice izvirajo iz časa med 7800-5200 pr. n. št. S tem je pšenica za ječmenom druga najstarejša vrsta udomačenega žita. Najnovejše raziskave so pokazale, da so pšenico najprej udomačili v jugovzhodni Turčiji, to pa naj bi se zgodilo že okoli 9000 let pr. n. št.

## Razmere za rast

### Podnebje
Glede potrebe po toploti pšenica velja za skromno rastlino: vsota toplotnih stopinj za pšenico je 2000 °C. Potreba po toploti je odvisna od faze rasti: kali že nad 0 °C, optimalno sicer pri 25 °C; za razvoj od kolenčenja do zorenja potrebuje vsaj 5 °C, najbolje 18–22 °C. Večji ko je delež suhe snovi in sladkorjev, bolj je odporna na mraz in pozebo, ki ju v splošnem dobro prenaša,  zlasti če se podnebje ohlaja zložno. Nihanje temperature, mraz z vetrom ali nenadni padec temperature po – 15 °C  uničijo neodporne sorte, če jih ne varuje sneg. Ker se delež suhe snovi jeseni povečuje (zgoščanje citoplazme) in je najvišji zgodaj pozimi, je pšenica bolj občutljiva na zgodnjejesensko in pomladansko pozebo. Nabreklo in kaleče seme zdrži –13 °C, če je talna vlažnost pod 60 %; vzklila in razraščajoča se ozimna pšenica tudi brez snežne odeje prenese –20 °C (pokrita z vsaj 15 cm debelo plastjo snega še več), jara –10 °C, med kolenčenjem pa –5 °C. Odpornost na mraz ni statična in je močno povezana s kaljenjem – v za kaljenje neugodnih razmerah so prizadete tudi načeloma odporne sorte. Čeprav nekatere jare sorte mraz kar dobro prenašajo in jih v krajih z milimi zimami sejejo že januarja ali februarja, načeloma pšenica golomraze zime prenaša slabše kot rž; slabo vzklila zrna in manj bujne sorte bolje prenašajo mraz kot rastlinice z 2–3 listki. Prav zaradi manjše bujnosti v primerjavi z ržjo in ozimnim ječmenom ji debela snežna odeja prizadane manj škode. Ob toplih in vlažnih pomladih se poveča nevarnost plesni in rje, zato so primernejše suhe pomlade – tedaj postane zrnje bolj kleno, vendar v Sloveniji vsaka pomladna suša, daljša od 10 dni, skrajša rastno dobo. Visoke temperature pšenica dobro prenaša le, če sta zemlja in zrak vlažna. Temperatura nad 30 °C med cvetenjem povzroči jalove cvetove, nad 28 °C pri nizki zračni vlagi pa med plenjanjem in zorenjem privede do toplotnega udara, zrnje se zgrbanči in celice v njem prično odmirati. Ob ugodni vlažnosti in strujanju toplega zraka (veter) pšenica zdrži tudi do 40 °C, saj se transpiracija iz listov in semen ne poveča znatno. Škoda toplotnega udara je največja v zgodnjih stopnjah zorenja: če je rastlina prizadeta v zgodnji mlečni zrelosti, se pridelek zmanjša do 50 %, če v sredini do 20 %, če pa konec mlečne zrelosti ali v začetku voščene, so izgube razmeroma majhne. 
Tudi potrebe po vodi so odvisne od faze rasti; v povprečju je transpiracijski koeficient za pšenico 400–500. Zaradi manjše bujnosti v primerjavi z ržjo in ječmenom potrebuje manj kisika, zato ji vlažna tla v hladnih mesecih ne škodujejo toliko kot omenjenima žitoma.  Pšenico gojijo na območjih s povprečnimi letnimi padavinami 250–1750 mm, najintenzivneje pa 500–700 mm, če so le primerno razporejene, torej spomladi, ko se kolenči in klasi. Če v tem času nastopi suša, rastlina zakrni v rasti in ima jalove cvetove. Ob zorenju se mora količina padavin občutno zmanjšati, sicer se podaljša rastna doba, poslabša kakovost zrnja, pšenica pogosto polega.
Pira je manj zahtevna kot navadna pšenica in uspeva tudi v hladnejših goratih območjih (Avstrija, Nemčija), za trdo pšenico pa je primernejše suho podnebje, saj v vlažnem zaradi podaljšanja bili polega.

### Tla
Pšenica (tako ozimna kot jara) je izmed vseh žit najbolj občutljiva na kakovost prsti in je po zahtevnosti podobna pesi: uspeva le v globokih, rodovitnih in mrvičastih tleh, bogatih s humusom (1,5–2 %, bolj ko je sušno podnebje, večji mora biti delež humusa) in kalcijem, ki dobro zadržujejo vlago (koloidna prst); težka, glinasta, mokra, peščena, plitva ali izčrpana tla so za gojenje neprimerna, razen ob znatnem posegu človeka, da ji izboljša strukturo in količino hranil. Tla, primerna za gojenje pšenice, so t. i. pšenična tla: črnica (černozem), aluvialna tla (a ne v stiku z vodo), rjava tla (karbonatna ali delno zaglejena). Prijajo ji nevtralna ali rahlo alkalna tla, ob sodobnih postopkih uspeva tudi v rahlo kislih tleh (ne pod pH 5). Orje se srednje globoko (18–22 cm); črnic ni treba orati, razen po daljši suši, ko zaradi izhlapevanja talne vode naraste koncentracija kovinskih ionov pod površjem.

## Kolobar
Pšenica se goji v kolobarju, kot monokultura daje do 10 % manjši pridelek, zahteva pa globlje oranje in obilnejše gnojenje. Seje se jo za listanko ali okopavino, najbolje za zgodnjimi sortami, ki se s polja umaknejo najkasneje do konca septembra: krompir, oljne križnice (repna ogrščica, oljna repica), pesa, debelozrnate stročnice (fižol, lupina, grašica, tudi grah). Koruza mora biti dobro pognojena, da se njeni ostanki v zemlji prej razgradijo in pšenici ne primanjkuje hranil; tako koruza kot krompir morata biti zgodaj pospravljena s polja, saj za seboj puščata za pšenico prerahlo zemljo, ki se mora še uležati. Koruznico je najbolje zaorati v zemljo. V sušnem podnebju je dvopolje koruza-pšenica primernejše, ker koruza dozori prej, paziti pa je treba, da triazinski herbicidi (gesaprim 50, atrapin 50), namenjeni zatiranju plevela med koruzo, ne zavrejo kaljenja pšenice. Primerna prehodna rastlina je tudi enoletna detelja, zlasti semenska (vendar ne lucerna), ki pa jo nekateri strokovnjaki odsvetujejo, ker po njej teže odmerjamo količino dušičnih gnojil (ne vemo, koliko dušika se je vezalo v tla), hkrati pa prst ni enotna, ampak preslegasta in razrita zaradi mnogih škodljivcev v deteljišču (strune, miši).

## Obdelava tal
Osnovna/temeljna obdelava tal: je enaka kot za ozimine: vsakemu oranju sledi brananje in ob suši valjanje, da se voda kapilarno vzdiguje, ker to spodbuja kaljenje, predsetveno oranje je do 25 cm globoko; po vrsti predposevka in času spravila ločimo:
- rani predposevki (oljne križnice, strnine, grašica za lajo, stročnice za zrnje) se požanjejo junija ali julija, sledi prvo oranje (10–15 cm globoko, strnišče pa plitveje 8–10 cm globoko), čez mesec opravimo poletno oranje 18–20 cm globoko in nato še globoko predsetveno oranje;
- srednje pozni predposevki (krompir, sončnica, volčji bob za zrna) se pospravijo avgusta ali septembra, sledi plitvo oranje 10–15 cm globoko in predsetveno oranje;
- pozni predposevki (koruza, pesa) se pospravijo september–november, sledi globoko predsetveno oranje;
- deteljišča in deteljno-travne mešanice preorjemo na prehodu iz avgusta v september, in sicer le rušo 8–12 cm globoko, nato z  brano (lahko krožno) razbijemo grude in še predsetveno poorjemo. Zlasti lucernišče preorjemo vsaj 3 tedne pred setvijo.

Za krompirjem, peso in nekaterimi okopavinami ni treba orati, treba pa je obdelati s predsetvenikom (stroj z brano in mrvilnikom) in po potrebi prej opleti. Če je med oranjem in setvijo le nekaj dni razlike, njivo pobranamo, povaljamo in spet pobranamo, a ne prerahlo, saj v tem primeru prst zmrzuje globlje. Setvišče vselej pripravimo jeseni, tudi če sejemo jaro pšenico – spomladi je vreme preveč spremenljivo. Zgodnejša setev je primernejša, ker se pšenica tako bolj okrepi kot kasneje kaleči pleveli.
Dopolnilna obdelava tal: obdelava s kolutasto brano, rahljanje, brananje, valjanje, ravnanje – vsi postopki za ravno in razdrobljno setveno površino.

## Gnojenje
Pri intenzivnem gojenju moramo pšenici v vseh fazah rasti zagotoviti zadostno količino hranil, predvsem dušik, fosfor, kalij, drugih hranil je navadno v prsti dovolj. Količina potrebnih hranil je odvisna od sorte in agroekoloških razmer (tal in načina obdelave), vendar v splošnem velja, da za 1 ha pšenice potrebujemo 90–120 kg N, 90–120 P2O5 in 80–100 kg K2O, torej N : P : K v razmerju 1 : 1 : 0,9. Več gnojimo visokorodne in nizke sorte ter v sušnih razmerah. Najmanj hranil pšenica potrebuje pozimi, spomladi pa potrebe naraščajo do cvetenja, ko se potrebe po dušiku in fosforju ustalijo, po kaliju in kalciju pa zmanjšajo. Do tega trenutka je privzemanje hranil iz zemlje večje kot prirast suhe snovi, z natekanjem zrna pa se stanje obrne in hranila tedaj iz listov potujejo v klas.
Pšenice ne gnojimo neposredno s  hlevskim gnojem, ker tedaj rada poleže, jo pa navadno sejemo v s hlevskim gnojem pognojeno polje, zato jesensko gnojenje z dušikom ni potrebno. Zelo odzivna je pšenica na rudninska gnojila, in ker se fosfor in kalij razmeroma malo izpirata, vplivata pa na boljše prezimljenje pšenice, odpornost in večja zrna, se svetuje gnojenje z njima že pred jesenskim oranjem (ali pa ½ med oranjem, ½ med kolutastim brananjem), le izjemoma spomladi, in sicer sama ali skupaj z dušikom (razmerje NPK 5 : 15 : 12 pri 800 kg/ha). Dušična gnojila prevladujejo v vseh naslednjih rastnih fazah (razrast, oblikovanje klasne zasnove, rodnost klasa in natekanje zrn) – dušik se mora zagotoviti v več manjših obrokih, da rastlina ves čas optimalno uspeva, sicer lahko poleže ali jo okužijo glivice. Navadno gnojimo v treh spomladanskih obrokih, prvič konec februarja, lahko kar po snegu (50 kg N/ha), drugič ko ima pšenica 2–4 kolenca, to je ok. aprila (40–50 kg N/ha), tretjič pred cvetenjem (15–50 kg/ha), običajno v obliki 10–15 % raztopine sečnine v vodi (nekateri hkrati tudi škropijo s pesticidi). V ta namen se del polja ne zaseje, da tod potekajo kolesnice gnojilnega stroja. V ZRN naj bi tako na kilogram dušičnega gnojila dobili 12 kilogramov zrnja. Pri zelo intenzivnem gojenju pri prvem gnojenju dodajo hormonski pripravek s CCC (stabilan, cycocel), ki skrajšuje bilne členke in tako zmanjša nevarnost poleganja – posledično se pšenica bolj gnoji in da do 2q/ha več zrnja. Izmed dušičnih gnojil se priporoča apneno-amonijski soliter (nitromonkal, KAN) in predvsem sintetični sečnino (karbamid), vendar naj bi bila učinkovitost nitromonkala v sušnih razmerah večja; izmed fosfatnih se je veliko rabil superfosfat, na kislejših in vlažnih tleh pa surovi fosfati (pelofos, hiperfosfat), od kalijevih gnojil največ 40 % kalijeva sol. Na voljo so posamezna, vse bolj pa mešana in kompleksna gnojila.

## Setev
Potrebno količino semen izračunamo: Q = 10na/kč
kjer je:
- Q količina semena (število),
- n število rastlin na hektar,
- a absolutna teža [g],
- k kalivost semen [%],
- č čistota semena [%].

## Oskrba
- Pozeba: proti pozebi sejemo odporne kultivarje.
- Ledena skorja: nekdaj je veljalo, da se rastline pod ledom zadušijo, vendar je pod ledom še vedno 20 % kisika (krtična meja je 10 %); večja pa je nevarnost pozebe, kajti zaradi pritiska ledu rastline pozebejo pri višjih temperaturah kot sicer. Ločimo visečo lededno skorjo nad plastjo snega (sren) in ležečo ali prilepljeno ledeno skorjo, ki nastane, ko zmrzne staljeni sneg. Učinek viseče skorje omilimo, če jo na vsakih 10–15 m povaljamo s težkim zobatim valjarjem ali traktorskim goseničarjem, da popoka; ukrepi proti ležeči skorji so manj učinkoviti, najbolj se obnese raztros še toplega hlevskega gnoja ali komposta.
- Debel snežni pokrov: če debel sneg leži neprekinjeno 2–3 mesece, pšenica pospeši dihanje, zato porablja sladkorje in postaja dovzetnejša za mraz; pod snegom pogosto napada snežna plesen in povzroča trohnenje in gnitje, zato sejemo odporne kultivarje.
- Stoječa voda: rastline se zadušijo, zato morajo biti tla dovolj odcedna.
- Srež: zmrznjeni površinski sloj prsti do globine 5 cm se zaradi ascendentnega toka vode iz nezmrznjenih plasti dviguje in trga koreninsko mrežo, zato sejemo kultivarje z raztegljivimi koreninami.
- Zimsko-pomladanska suša: kadar zemlja globoko pomrzne, kaleče rastline ne morejo črpati vode, zato je potrebno zalivanje.
- Plevel: ukrepi zoper plevel so pletev, če se plevel pojavlja sporadično, okopavanje, če pšenico za to namensko sadimo v vrstah z vmesno razdakljo 25 cm (v Italiji je to redni oskrbovalni ukrep in poveča donos za 10 %), ali zatiranje s kemičnimi sredstvi (herbicidi), nekdaj npr. deherban A, agroxon, feneron 50, feneron 80, igran 50.
- Namakanje: namakamo le po potrebi - navadno jeseni po setvi (30 mm), redko tudi pred setvijo, če je zemlja tako suha, da se je ne da dobro obdelati, ter spomladi pred kolenčenjem (60–80 mm).
- Dognojevanje po ustrezni metodi.

## Pridelava
| Deset največjih pridelovalk pšenice — 2011 (v milijonih metričnih ton) | Deset največjih pridelovalk pšenice — 2011 (v milijonih metričnih ton) |
| ---------------------------------------------------------------------- | ---------------------------------------------------------------------- |
| Ljudska republika Kitajska                                             | 117                                                                    |
| Indija                                                                 | 86                                                                     |
| Rusija                                                                 | 56                                                                     |
| ZDA                                                                    | 54                                                                     |
| Francija                                                               | 38                                                                     |
| Avstralija                                                             | 24                                                                     |
| Kanada                                                                 | 25                                                                     |
| Pakistan                                                               | 25                                                                     |
| Nemčija                                                                | 22                                                                     |
| Kazahstan                                                              | 22                                                                     |
| Svet skupaj                                                            | 469                                                                    |
| Source: UN Food & Agriculture Organisation (FAO)                       |                                                                        |

Leta 2010 so na svetu pridelali 651 milijonov ton pšenice, kar jo je uvrstilo na tretje mesto med pridelanimi žiti, za koruzo (844 milijonov ton) in rižem (672 milijonov ton). Leta 2009 se je s 682 milijoni ton uvrstila na drugo mesto lestvice, za koruzo (817 milijonov pridelanih ton).
Na svetu se s pšenico trguje več kot z vsemi drugimi poljščinami skupaj, poleg tega pa zavzema tudi visoko mesto med beljakovinami rastlinskega izvora v človekovi prehrani, saj vsebuje več beljakovin kot ostale gospodarsko pomembnejša žita.
Pšenici kisla tla (pH pod 4,5) ne ustrezajo, saj se s kislostjo povečuje koncentracija topnih aluminijevih ionov (Al3+). Le-ti preprečujejo absorpcijo fosforja iz okolja, ne glede na njegovo količino, rastlina požene zakrnelo korenino, ki ni odporna na sušo in mraz. Ta težava je izrazita predvsem v tropih, npr. v Braziliji, kjer je prst bogata z aluminijevo rudo. Prvi žlahtniteljski poskusi poiskati odporno sorto pšenice segajo v leto 1919, še danes pa kot izvor tega gena porabljamo prvo Al-tolerantno sorto Polyss.

### Pridelava v Sloveniji
V Sloveniji je bila po statističnih podatkih Statističnega urada RS leta 2010 pšenica posejana na 31.714 hektarjih, leta 2011 na 29.440 hektarjih in leta 2012 na 34.299 hektarjih kmetijskih površin. Leta 2010 je bilo v Sloveniji po istih podatkih pridelano 152.894 ton pšenice, leta 2011 nekoliko več (153.005 ton), leta 2012 pa 187.382 ton. Povprečen pridelek je torej znašal leta 2010 4,8 t/ha, leta 2011 5,2 t/ha, leta 2012 pa 5,5 t/ha.

## Bolezni
Vremenske razmere v Sloveniji ustrezajo glivam, zato so na pšenici pogoste glivične bolezni, manj pa je bakterijskih in virusnih okužb.
- Žitna pepelovka (Erysiphe graminis f. sp. tritici)
- Listna progavost (Pyrenophira tritici-repentis)

### Nožne bolezni
- Snežna plesen (Gerlachia nivalis)
- Fuzarioza klasa (Fusarium gramienarum, Fusarium colmorum)
- Črna noga (Gaeumannomyces gramini)
- Lomljivost žitnih bilk (Pseudocercosporella herpotrichoides)
- okužba z glivama Hyzoctonia cerealis in Typhula incarnata

### Rje
- Žitna progasta rja (Puccinia graminis f. sp. tritici)
- Pšenična rja (Pucconia recodita f. sp. tritici)
- Rumena rja (Puccinia striiformis)

### Sneti
- Prašnata pšenična snet (Ustilago tritici)
- Trda snet (Tilletia tritici, Tilletia caries)
- Urocysitis tritici
- Tilletia foetida
- Tlletia indica
- Tilletia contraversa

### Septorioza
- Pšenična listna pegavost (Septoria tritici)
- Rjavenje pšeničnih plev (Septoria nodorum)

### Virusne bolezni
- BYDV

## Škodljivci
- poljski: strune, ogrci, brzci, švedska muha, polži,[39] pšenična ogorčica (Anguina tritici),[40] pšenični resar (Haplothrips tritici),[41] kasneje še (rdeči) žitni strgač (Oulema malanopus), listne uši, od večjih živali miši, ptiči (predvsem vrabci) in srnjad,[42]
- skladiščni: molji, žitni žužek.[39]

## Pleveli
- travni: srakoperec, latovke, njivski lisičji rep, mnogocvetna ljuljka, plazeča pirnica, ponekod divji oves,
- širokolistni: smolenec, kamilica, osat, slak, kobulnice, jetičnik, njivske mačehe.[43]